# Salzspeicher

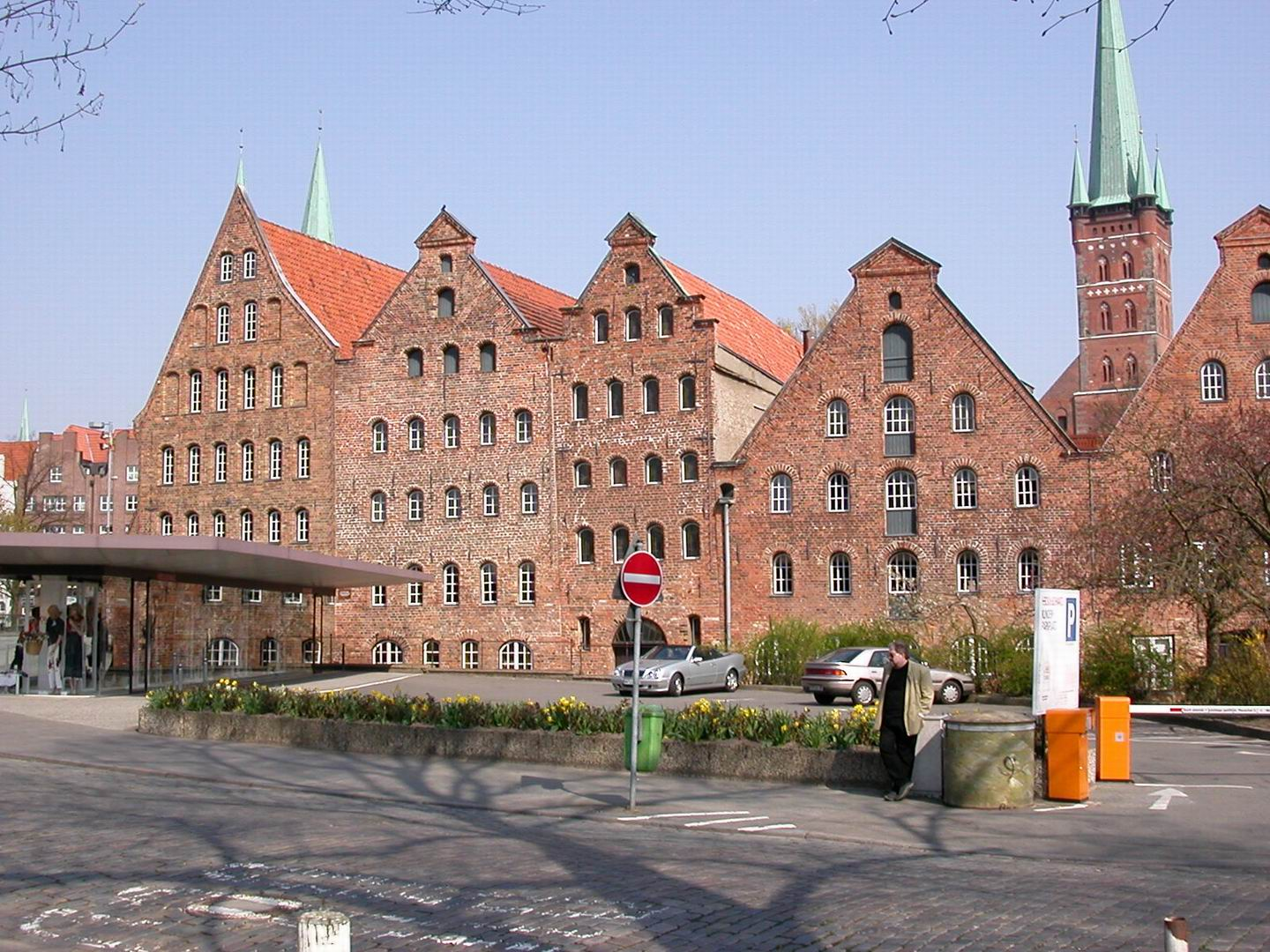
Almacén de sal en la ciudad alemana de Lübeck.

Salzspeicher (en alemán significa: almacén de sal) es cada uno de los seis edificios de ladrillo construidos en estilo gótico báltico (en alemán Backsteinrenaissance) que se encuentran ubicados en la ciudad de Lübeck. Los seis edificios se encuentran distribuidos a lo largo de la ribera izquierda del río Trave, muy cerca de la Holstentor. Su función era la de almacenar la sal traída por la ruta de la Alte Salzstrasse así como por el Stecknitzkanal (uno de los canales más antiguos de Europa). La sal era empleada en toda la industria pesquera de la Liga Hanseática del mar Báltico en la salazón de pescados: principalmente arenque (variedad: Clupea harengus). 

## Historia
Los edificios fueron construidos a lo largo de los siglos XVI y XVIII y se abastecían de la sal proveniente de la Salzstrasse, el canal así como las salinas de Oldesloe mediante la navegación en barcazas a través del río Trave. La función de almacén de sal de estos edificios hizo que la Liga Hanseática tuviera garantizada la distribución de sal durante mucho tiempo, lo que proporcionó estabilidad económica a la zona. A lo largo de los años las casas fueron adaptadas para ser almacenes de otras mercancías.

## Cine
- La película Nosferatu, eine Symphonie des Grauens (Nosferatu, una sinfonía del horror) rodada en 1922 por el cineasta FW Murnau empleó una de estas Salzspeicher como residencia del vampiro.[1]